# Santiago Millas
Santiago Millas település Spanyolországban, León tartományban. Lakosainak száma 359 fő (2024).

## Földrajza
Santiago Millas Astorga, San Justo de la Vega, Valderrey, Destriana és Val de San Lorenzo községekkel határos.

## Népesség
A település lakosságának változását az alábbi diagram mutatja:
| Lakosok száma | 333  | 335  | 358  | 347  | 339  | 331  | 338  | 338  | 352  | 359  |
|               | 2001 | 2004 | 2007 | 2009 | 2012 | 2014 | 2017 | 2019 | 2022 | 2024 |